# Волчиха (приток Савихи)
Волчи́ха — река в России, протекает по Топчихинскому району Алтайского края. Устье реки находится в 2 км от устья Савихи по правому берегу. Длина реки — 16 км, площадь водосборного бассейна — 62 км².

## Данные водного реестра
По данным государственного водного реестра России, относится к Верхнеобскому бассейновому округу, водохозяйственный участок реки — Обь от слияния рек Бия и Катунь до города Барнаул, без реки Алей, речной подбассейн реки — бассейны притоков Верхней Оби до впадения Томи. Речной бассейн реки — Верхняя Обь до впадения Иртыша.